# Instradamento statico
L'instradamento statico (in inglese static routing) è un metodo di routing che non implementa una tecnica adattiva: le rotte tra i nodi di una rete sono descritte tramite percorsi fissati a priori.
Queste rotte generalmente sono inserite nel router dall'amministratore di rete. In questa maniera si può configurare un'intera rete (network), ma questo tipo di configurazione non è adatta a gestire gli errori (non è fault tolerant). Quando c'è un cambiamento nella rete o si verifica un errore tra due nodi collegati staticamente, il traffico non viene redirezionato verso altri percorsi tramite i quali sarebbe possibile portare il pacchetto a destinazione. La conseguenza è che i pacchetti per i quali il routing statico prevede il transito lungo un percorso momentaneamente interrotto dovranno attendere finché il percorso non sia stato riparato o finché l'amministratore di rete non abbia definito una nuova rotta. 
In questo scenario è inevitabile che molte richieste supereranno il proprio tempo limite per essere trasmessi (timeout) prima che qualche intervento ripristini la rotta ed andranno perduti. Ciò rende in generale preferibile l'utilizzo del routing dinamico, esistono comunque situazioni, particolarmente in piccole reti, in cui l'utilizzo dell'instradamento statico ha senso e permette anzi di incrementare le prestazioni dell'infrastruttura.

## Esempio
configuration terminal

ip route 10.10.20.0 255.255.255.0 192.168.100.1
ho la rotta predefinita
0.0.0.0   0.0.0.0 192.168.100.1
e quando si usa RIP per configurare il router in modalità rip

conf t

(config)#router rip

(config-router)#network 192.169.16.0